# Список міністрів оборони Грузії
Міністр оборони Грузії — голова Міністерства оборони Грузії, що призначається та звільняється з посади Головнокомандувачем Збройних сил Грузії — президентом Грузії.

## Міністри оборони Грузії
| №    | Термін            | Термін            | Портрет | Ім'я                 | Голова держави                                        |
| №    | Початок           | Кінець            | Портрет | Ім'я                 | Голова держави                                        |
| 1    | 15 вересня 1991   | 2 січня 1992      |         | Джоні Пірцхалаїшвілі | Звіад Гамсахурдіа                                     |
| 2    | 2 січня 1992      | 8 травня 1992     |         | Леван Шарашенідзе    | Едуард Шеварднадзе                                    |
| 3    | 8 травня 1992     | 5 травня 1993     |         | Тенгіз Кітовані      | Едуард Шеварднадзе                                    |
| 4    | 6 травня 1993     | 11 лютого 1994    |         | Георгій Каркарашвілі | Едуард Шеварднадзе                                    |
| в.о. | 11 лютого 1994    | 25 квітня 1994    |         | Едуард Шеварднадзе   | Едуард Шеварднадзе                                    |
| 5    | 25 квітня 1994    | 27 квітня 1998    |         | Вардіко Надібаїдзе   | Едуард Шеварднадзе                                    |
| 6    | 28 квітня 1998    | 17 лютого 2004    |         | Давид Тевзадзе       | Едуард Шеварднадзе Ніно Бурджанадзе Міхеіл Саакашвілі |
| 7    | 17 лютого 2004    | 10 червня 2004    |         | Гела Бежуашвілі      | Міхеіл Саакашвілі                                     |
| 8    | 10 червня 2004    | 17 грудня 2004    |         | Гіоргі Барамідзе     | Міхеіл Саакашвілі                                     |
| 9    | 17 грудня 2004    | 10 листопада 2006 |         | Іраклій Окруашвілі   | Міхеіл Саакашвілі                                     |
| 10   | 10 листопада 2006 | 9 грудня 2008     |         | Давид Кезерашвілі    | Міхеіл Саакашвілі                                     |
| 11   | 9 грудня 2008     | 27 серпня 2009    |         | Васіл Сіхарулідзе    | Міхеіл Саакашвілі                                     |
| 12   | 27 серпня 2009    | 4 липня 2012      |         | Бачо Ахалая          | Міхеїл Саакашвілі                                     |
| 13   | 4 липня 2012      | 25 жовтня 2012    |         | Дімітрі Шашкін       | Міхеїл Саакашвілі                                     |
| 14   | 25 жовтня 2012    | 4 листопада 2014  |         | Іраклій Аласанія     | Міхеїл Саакашвілі Георгій Маргвелашвілі               |
| 15   | 4 листопада 2014  | 1 травня 2015     |         | Міндія Джанелідзе    | Георгій Маргвелашвілі                                 |
| 16   | 1 травня 2015     | 1 серпня 2016     |         | Тіна Хідашелі        | Георгій Маргвелашвілі                                 |
| 17   | 1 серпня 2016     | 8 вересня 2019    |         | Леван Ізорія         | Саломе Зурабішвілі                                    |
| 18   | 8 вересня 2019    | 22 лютого 2021    |         | Іраклі Гарібашвілі   | Саломе Зурабішвілі                                    |
| 19   | 22 лютого 2021    | нині              |         | Джуаншер Бурчуладзе  | Саломе Зурабішвілі                                    |